# Gerónimo de Loayza
Gerónimo de Loayza González, O.P. (Trujillo, 1498-Lima, 25 de octubre de 1575). Misionero dominico, primer obispo y posterior arzobispo de Lima, apoyó la fundación de la actual Universidad Nacional Mayor de San Marcos en Lima, Perú.

## Biografía
Este clérigo extremeño, fray Gerónimo de Loayza había nacido en Trujillo (Cáceres) en 1498 y era de familia noble hijo de Álvaro de Loayza y Torres Altamirano y Juana González de Paredes. El futuro fraile iniciaba sus estudios en 1521 en el convento dominico de San Pablo de Córdoba (España) y terminaba sus estudios en el convento de San Gregorio en Valladolid. Posteriormente volvía a Córdoba y sería lector de Arte y Teología y desempeñó otros cargos en varios conventos de la Orden.
Después de este periplo conventual, escogió el camino misional del Nuevo Mundo y llegaba a Cartagena de Indias (Colombia) en 1529, donde después de dos años, regresaba enfermo a España. Repuesto de su dolencia, en 1538 volvió nuevamente a Cartagena como obispo de aquella diócesis, dándose a la tarea de fundar el convento de su orden al mismo tiempo que promovía la construcción de la catedral de aquella diócesis colombiana..

## Arzobispo de Lima
Como su tío fray García de Loaysa era arzobispo de Sevilla, General de los Dominicos y presidente del Consejo de Indias, fray Gerónimo estaba suficientemente apadrinado como para llegar cinco años después hasta el Perú y tomar posesión del obispado de Lima, y como aquella capital también carecía de infraestructura y organización religiosa, lo antes posible se dieron comienzo a las obras de la catedral, auspiciadas por el obispo y financiadas con el patrimonio que había dejado Francisco Pizarro a su hija, con limosnas que contribuían los ricos peruanos de aquel entonces y algunas prebendas más que la Corona proveía.
El 16 de noviembre de 1547, la diócesis de Lima se elevaba a arquidiócesis y fray Gerónimo se convertía en el primer arzobispo de Lima, recibiendo bula y palio el 9 de septiembre de 1548. Pero un par de años antes, y como era preceptivo en aquellos tiempos, además de cuidar las almas de sus feligreses, también atendía a mediar, o tratar, de componer las disputas y quimeras de sus revoltosos fieles.

## La Iglesia indiana
Aunque en el orbe católico la Iglesia renacentista se caracterizó por su enorme influencia, inmenso poder y excesivo boato, en Indias, no obstante, se dieron muchos casos de manifiesta humildad y completa entrega para cumplir con los postulados de Cristo. Si por un lado había curas disolutos y prelados ambiciosos que desentonaban con sus acciones, por otro, los verdaderos apóstoles evangelizadores no escatimaron esfuerzos y se sacrificaron para cumplir con su dignísima tarea y muchos de estos dieron su vida para llevar la fe y apaciguar a las numerosas tribus de esos nuevos territorios que había descubierto Cristóbal Colón.
La Iglesia peruana, concretamente, tuvo que amoldarse a las circunstancias que vivió el país durante sus primeros cuarenta años de dominación española. Esos años de incertidumbre, traiciones y venganzas que sañudamente se desataron y abiertamente protagonizaron los conquistadores en su afán de dominio, que añadido al escándalo de su codicioso comportamiento rebasaron los límites de lo ético Prácticamente el desconcierto social duró hasta 1569, cuando se produjo la llegada del virrey Francisco Álvarez de Toledo, que aunque no pudo cortar de raíz todos los males, por lo menos puso orden en las reminiscencias de enfrentamientos que aún existían entre los españoles y realizó una vasta y prolija labor institucional en el Virreinato del Perú.

## Tiempos borrascosos
Pero mucho antes de estas reformas virreinales, los conquistadores del Perú estaban desorientados en su forma de proceder para convivir pacíficamente y crear una sociedad condescendiente y próspera. Sin mucha preparación diplomática y humanística que le respaldara al principio, fray Gerónimo de Loayza vivió los momentos más álgidos de la historia colonial del Perú y fue testigo de las acciones más indignas y escabrosas que escenificaron las dos facciones (almagristas y pizarristas) en que estaban divididos los conquistadores de aquella inmensa comarca.
Intermedió y consiguió suavizar las disputas que se suscitaron por cuestiones de competencias entre el Cabildo de Lima y el gobernador Cristóbal Vaca de Castro, y consiguió un frágil entendimiento entre este y el virrey Blasco Núñez Vela, pero por más que lo intentó no pudo impedir la rebelión de Gonzalo Pizarro, ni que este cometiera tantas arbitrariedades en perjuicio de la Corona y que decapitara al virrey Núñez de Vela.
A fray Gerónimo, entonces le faltó tacto, coraje y valentía para oponerse a las apetencias y decisiones de Gonzalo Pizarro, ya que no obvió firmar el acta por la que los revoltosos nombraban a Gonzalo gobernador de Perú; ni tampoco escabullirse cuando este le envió a España de emisario ante el rey para solicitar formalmente la gobernación del territorio. En octubre de 1546, Gonzalo le proporcionó 20.000 ducados para que Loayza “suavizara”, allá en la corte, las decisiones reales; lo aleccionó convenientemente sobre lo que tenía que exponer, lo montó en un barco y lo mandó camino de España.

## Cambio de rumbo y de bandera
Pero camino de España, fray Gerónimo se encontró con don Pedro de La Gasca en Panamá y el hábil comisionado lo convenció para que volviera con él a Perú sin cumplir el importante encargo de Gonzalo. El arzobispo, naturalmente, no apareció por Lima en aquellos días; se quedó bajo la protección de La Gasca y con él asistió a la batalla de Jaquijaguana, y volvió a Lima cuando todo había terminado y Gonzalo había sido decapitado.
Y si Gonzalo no consiguió que Loayza le cumpliera el importante encargo real que le había confiado en la Corte hispana, La Gasca sí supo utilizarlo con habilidad sibilina para que “paternalmente” impusiera las Leyes Nuevas. Cuando volvió a Lima después de morir Gonzalo, Loayza hizo publicar los nuevos repartimientos de encomiendas que había hecho La Gasca. Estos repartimientos no contentaron a los encomenderos y las protestas e insultos se las llevó el arzobispo por haberse prestado a cumplir aquella escabrosa diligencia.

## Labor misionera
Por los hechos apuntados y otros parecidos que, con razón o sin ella, los peruleros le colgaron al arzobispo durante su estancia patriarcal en aquellas tierras, tales como el desmedido lujo y riqueza de los ornamentos que componían el ajuar de la catedral, el haber aprobado el trabajo de los indígenas en minas subterráneas, prestarse a dirigir la campaña represiva contra el rebelde Francisco Hernández Girón, además de la fama que se ganó de autoritario y entrometido, su papel patriarcal no ha tenido la resonancia que debiera en los anales de la Iglesia peruana.
No obstante a tener estos criticables defectos y cometer acto de intromisión en la política virreinal, a su manera pudo enfocar decisiones atinadas que suavizaron las desacertadas posiciones que mantuvo en algunas ocasiones de su vida apostólica. Entre las obras auspiciadas por él, hay que destacar la Catedral de Lima, templos y conventos, el Seminario, y sus obras más importante fueron el Hospital de Santa Ana; la fundación de la Hermandad de la Caridad y la de la Misericordia para atender a los indígenas enfermos.

## Concilios
En las tareas de su apostolado, por lo menos se preocupó de poner al día las esencias eclesiásticas. Como arzobispo de Lima convocaba en 1551 el I Concilio Limense, con el fin de organizar la Iglesia de Lima, uniformando criterios y textos de catequesis para propagar la doctrina y la fe en estos nuevos territorios. Este I Concilio se desarrolló del 4 de octubre de 1551 hasta fines de febrero de 1552.
Después del Concilio de Trento, al cual no acudió representante alguno del Nuevo Mundo, en octubre de 1565, el arzobispo Loayza convocaba el “II Concilio Limense”, con el fin de adecuar su archidiócesis a las reformas aprobadas. El 1 de marzo de 1567 se da inicio a las sesiones, con gran concurrencia de obispos y religiosos del continente americano. En este Concilio se da énfasis a la difusión de la doctrina y se hace una apertura hacia la administración de los sacramentos para los naturales, aunque no se trató la ordenación de los mismos.

## El final
Si fue denostado por los limeños ricos, por aquel reparto de encomiendas que le encargara La Gasca, los indígenas y los menos favorecidos que pululaban por Lima, siempre encontraron en el arzobispo, o en sus instituciones, remedio y consuelo a sus necesidades. Fray Gerónimo de Loayza, moría en Lima el 25 de octubre de 1575 en una cama del hospital que construyó para los pobres, siendo sepultado en la Iglesia del hospital, donde después de dos siglos sería trasladado a la Catedral de Lima en cuya cripta reposan sus restos. Actualmente, un importante hospital de Lima lleva su nombre.